# 许浑
许浑（788年—860年代），字用晦，润州丹阳县(今江苏省丹阳市)人。高宗朝宰相许圉师六世孙，晚唐代表诗人之一、官员，篤信禪宗。
贞元四年（788年）出生。元和元年（806年），娶妻大梁梁氏。大和六年（832年）进士，开成元年（836年）冬至南海，入卢钧幕。开成三年春，擔任当涂县尉；会昌元年（841年），任太平县令。会昌元年冬，升官监察御史，会昌四年，擔任润州司马。宣宗即位，由京口返京。大中三年，复拜监察御史，“抱疾不任朝谒，坚乞东归”。后出为睦州。大中五年，分司东都洛陽，与河南尹刘瑑有往來。大中七年，以员外郎自京出刺郢州刺史，世称许郢州。咸通元年（860年）六月往会稽镇压浙东农民起义。晚年退隐，居丹阳丁卯桥。，世稱许丁卯。卒年不詳，一般以為大約卒於大中九年至咸通二年年間。
许浑写诗多律诗与绝句，《唐诗鼓吹》选其七言律诗達三十一首，大都是游踪山林与赠别之作，因诗中用“水”字甚多，人称“许浑千首湿”。句法圆稳工整，“声律之熟，无如浑者”，杜牧、韦庄以及宋代之陆游均极其推崇，但也有人？批评他“专对偶”、“工有余而味不足”“溪云初起日沉阁，山雨欲来风满楼”即其著名诗句。自编有《丁卯集》。《全唐诗》收其诗十一卷，存诗五百余首。其詩的評價在歷史上頗為懸殊，然在歷代的被討論度皆甚高，持讚揚或批評許渾言論者皆為數不少，在唐代詩人中亦是個不太多見的現象。